# Estela de Nora

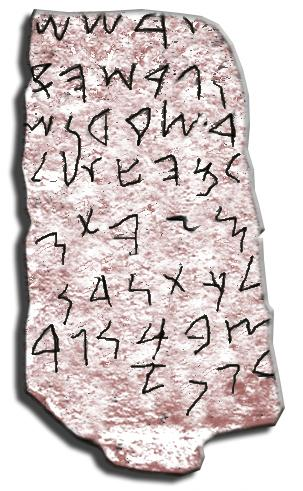
A Estela de Nora

A Estela de Nora, ou Inscrição de Nora, é uma antiga inscrição encontrada em Nora, na costa sul da Sardenha, em 1773. Embora não se tenha mais conhecimento sobre a localização precisa da sua descoberta, ela é datada por métodos paleográficos do final do século IX até o início do século VIII a. C. e é considerada a mais antiga inscrição fenícia ainda encontrada na Sardenha. Conserva-se no Museu Arqueológico Nazionale, Cagliari.
Uma referência possível a Pigmalião de Tiro pode ser inferida pela interpretação da inscrição fragmentária, feita por Frank Moore Cross:

[a. Ele lutou (?)]

[b. com os sardos (?)]

1. em Tarshish

2. e ele os expulsou.

3. Entre os sardos

4. ele está [agora] em paz,

5. (e) seu exército está em paz:

6. Milkaton filho de

7. Shubna (Shebna), general

8. do (rei) Pummay.

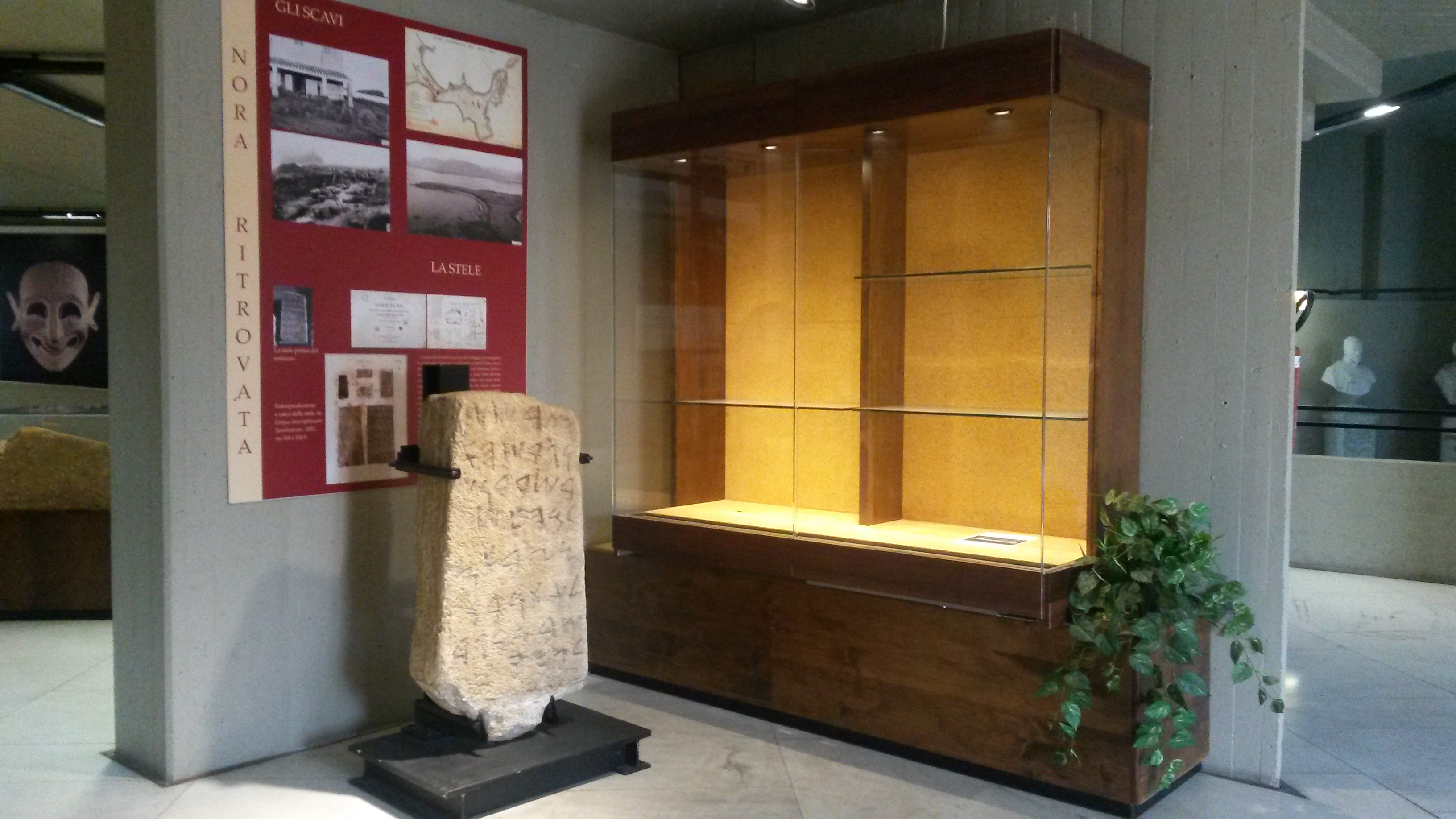
A estela de Nora, exposta no segundo andar do Museu Arqueológico Nazionale, Cagliari.

Nesta tradução, Cross restaurou a parte inicial da inscrição (estimada em duas linhas), localizada na parte superior da pedra, com base no resto do conteúdo, como se referindo a uma batalha que foi combatida e vencida. Alternativamente, "o texto homenageia um deus, provavelmente em agradecimento pela chegada segura do viajante depois de uma tempestade", observa Robin Lane Fox. 
De acordo com Cross, a estela foi comissionada por um general, Milkaton, filho de Shubna, vencedor contra os sardos no local de TRSS, certamente Tarshish. Cross conjectura que Tarshish aqui "é mais facilmente entendido como o nome de uma cidade de refinaria na Sardenha, presumivelmente Nora ou um antigo local nas proximidades." O autor apresenta evidências de que o nome PMY ("Pummay") na última linha é uma forma abreviada (hypocoristicon) do nome do rei Shubna, contendo apenas o nome divino, um método de encurtamento "não raro em dialetos fenícios e cananeus relacionados." Uma vez que havia apenas um rei de Tiro com este hipocorístico no século IX a.C., Cross restaura o nome de Y) tn  ou p'mytn, que é traduzido na tradição grega como Pigmalião.
A interpretação de Cross da Estela de Nora fornece provas adicionais de que, no final do século IX a.C., Tiro estava envolvida na colonização do Mediterrâneo Ocidental, dando credibilidade ao estabelecimento de uma colônia em Cartago naquele período. Pigmalião, a versão grega do nome real fenício Pumayyaton, também figura na lenda fundadora de Pafos em Chipre, e Robin Lane Fox mais cautelosamente encontra uma associação cipriota possível: o viajante pode mesmo ter tido as ligações com Chipre, sugerindo que os contatos cipriotas tinham guiado os fenícios a esta ilha.
Em um estudo de 1991, o arqueólogo William H. Shea, professor da Universidade de St. Andrews,  propôs outra transcrição e tradução:
Transcrição || Tradução
1. BTRŠŠ || em Tarshish,
2. WGRŠH' || e ele expulsou
3. BŠRDNŠ || na Sardenha.
4. LMH'ŠL || Ele está seguro.
5. MSB'M || As suas tropas estão seguras.
6. LKTNBN || Milkaton, filho
7. ŠBNNGD || de Shubon o precedente
8. LPNY || comandante.

Seja qual for a interpretação da inscrição, a estela é uma evidência dos contatos do mundo semítico, do qual pertenciam os fenícios, com os etruscos e outros povos da Península Itálica, seja pelo domínio militar ou por laços comerciais devido à extração de metais, até pelo menos o século III a.C.